# ألديامايور دي سان مارتن
ألديامايور دي سان مارتن (بالإسبانية: Aldeamayor de San Martín) هي بلدية تقع في مقاطعة بلد الوليد، قشتالة وليون، إسبانيا. وفقًا لتعداد 2014 (المعهد الوطني للإحصائيات)، يبلغ عدد سكان البلدية 5060 نسمة.